# عبر المراح (قفل شمر)

تعديل مصدري - تعديل

عبر المراح هي إحدى قرى عزلة المخلاف بمديرية قفل شمر التابعة لمحافظة حجة، بلغ تعداد سكانها 65 نسمة حسب تعداد اليمن لعام 2004.